# Sippsmörskål
Sippsmörskål (Trollius yunnanensis) är en ranunkelväxtart som först beskrevs av Adrien René Franchet, och fick sitt nu gällande namn av Oskar Eberhard Ulbrich. Sippsmörskål ingår i släktet smörbollssläktet, och familjen ranunkelväxter.

## Underarter
Arten delas in i följande underarter:
- T. y. anemonifolius
- T. y. eupetalus
- T. y. latilobus
- T. y. peltatus

## Bildgalleri

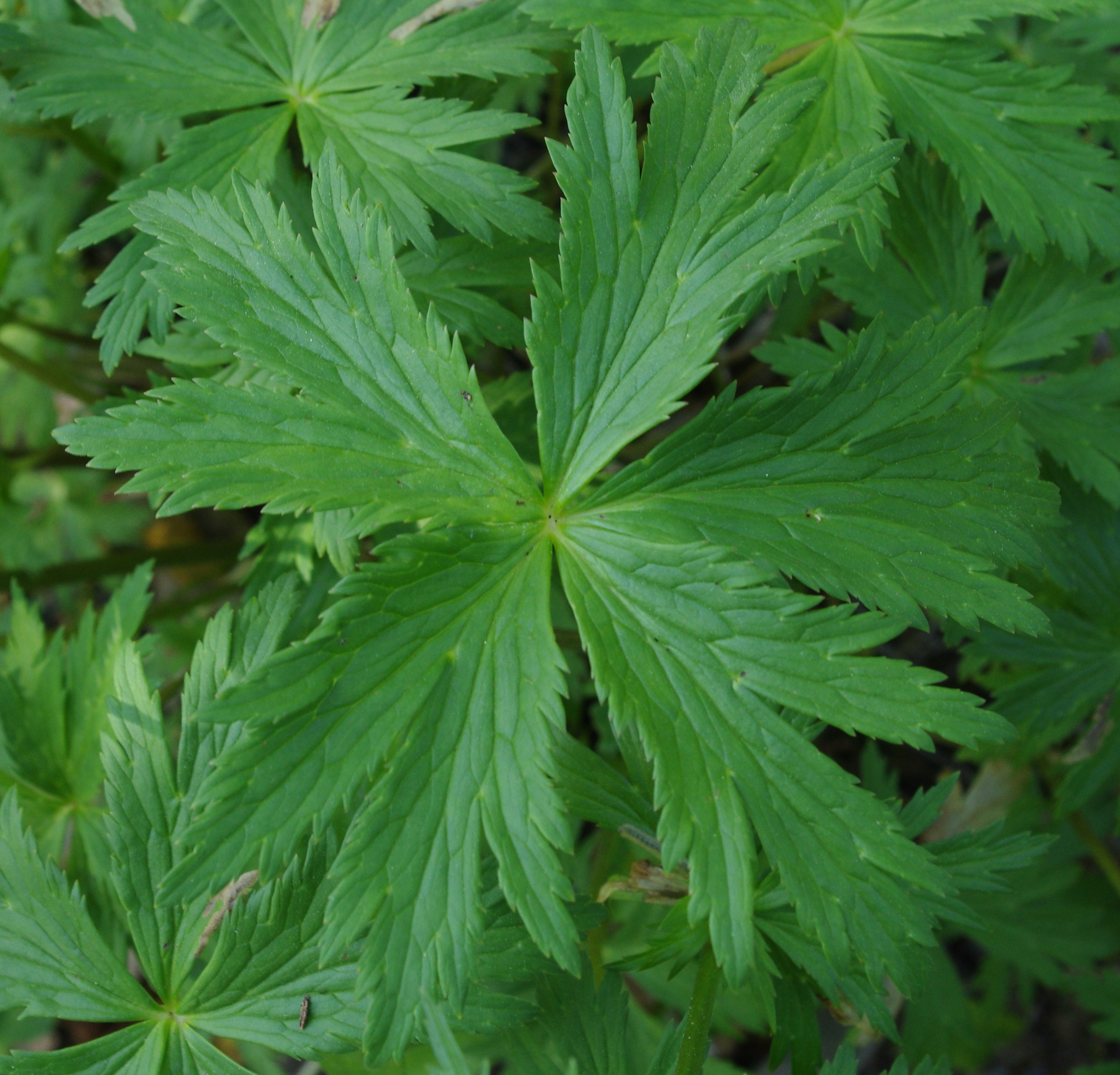
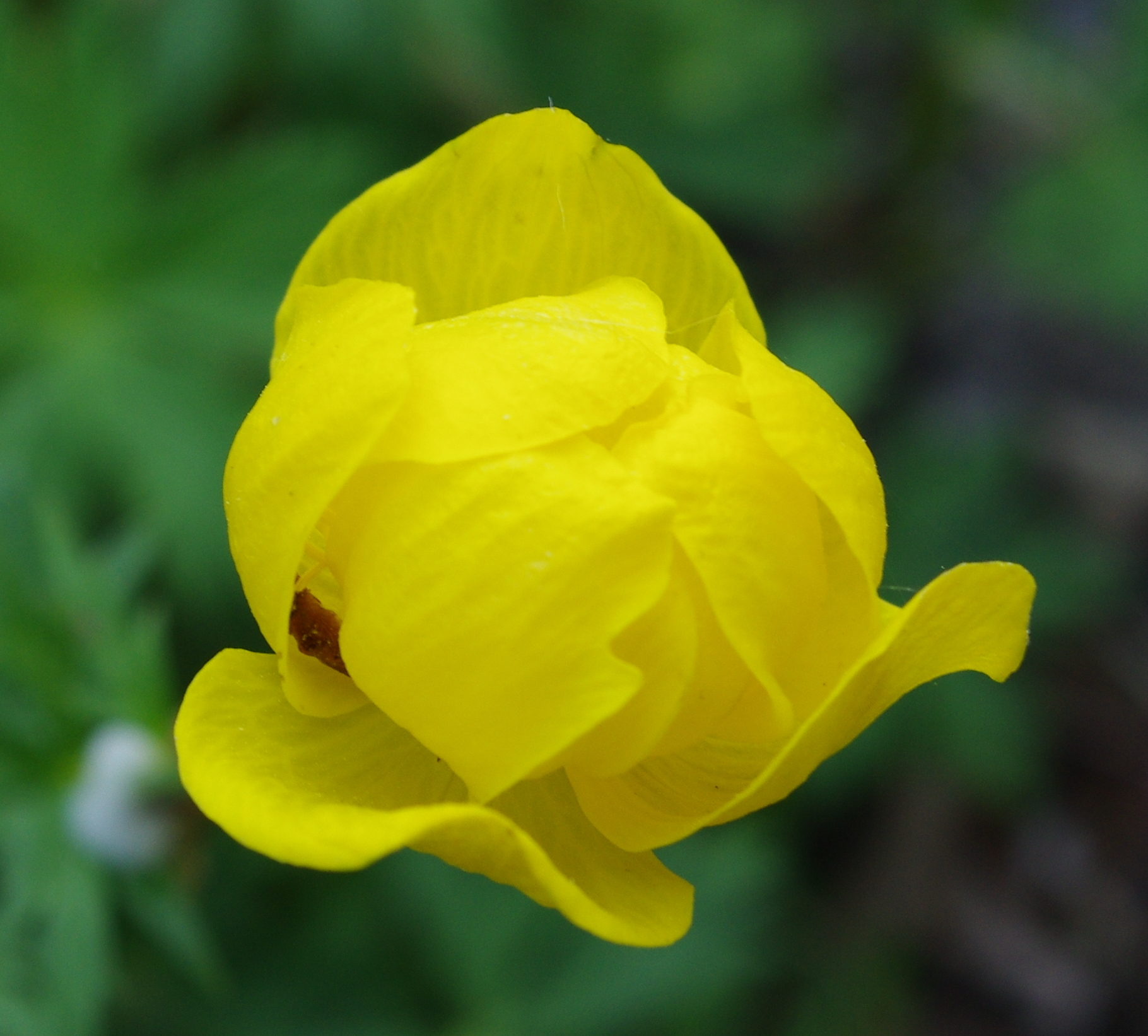
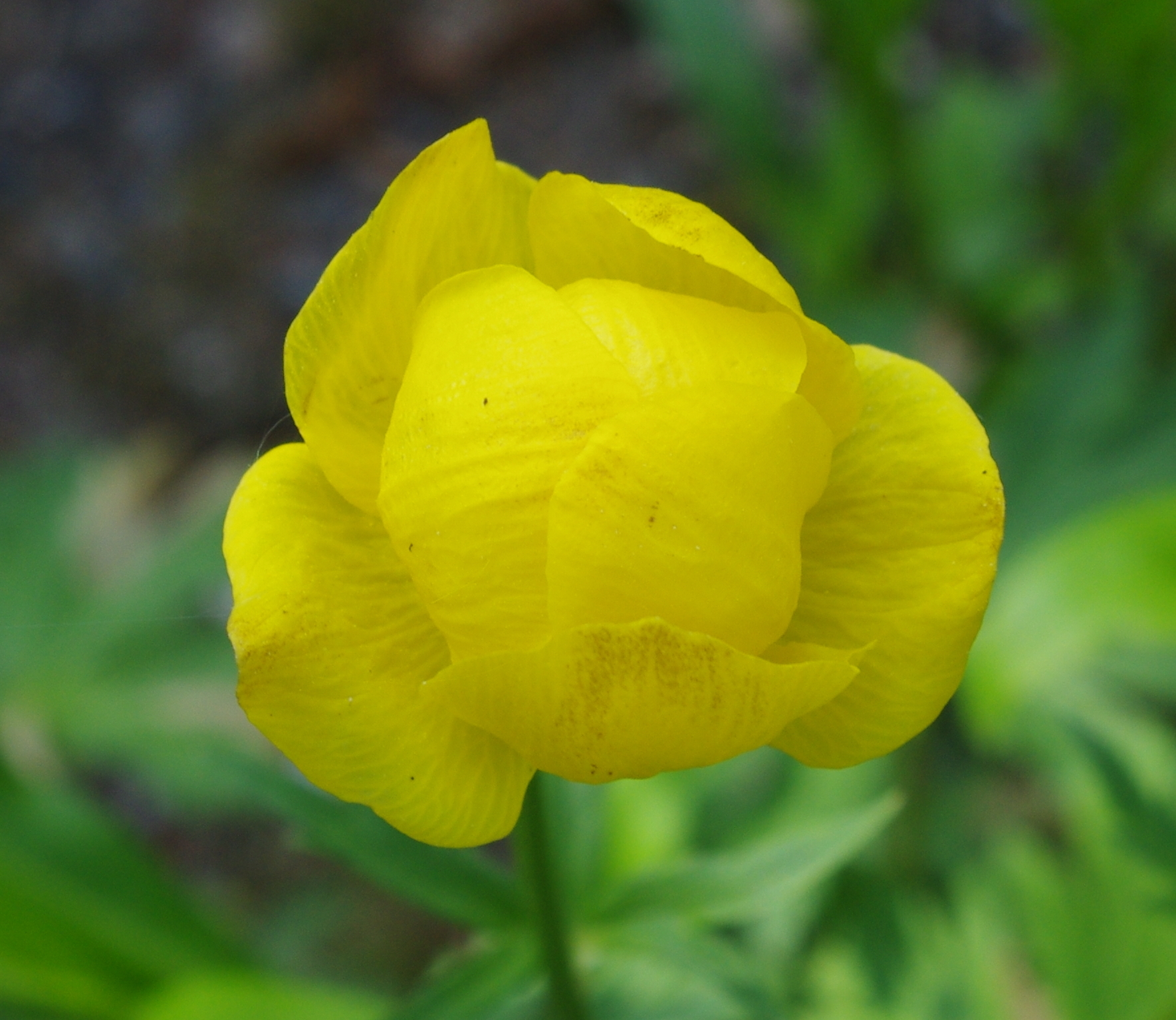